# Coenophila
Coenophila is een geslacht van vlinders van de familie uilen (Noctuidae), uit de onderfamilie Noctuinae.

## Soorten
- C. jordani Turati, 1912
- C. opacifrons Grote, 1878
- C. subrosea

Hoogveenaarduil (Stephens, 1829)